# Liste der Monuments historiques in Guermange
Die Liste der Monuments historiques in Guermange führt die Monuments historiques in der französischen Gemeinde Guermange auf.

## Liste der Bauwerke
| Bezeichnung          | Beschreibung | Standort          | Kennzeichnung | Schutzstatus | Datum | Bild |
| -------------------- | --- | ----------------- | ------------- | ------------ | ----- | ---- |
| Château de Guermange | zwei Eckpavillons des Schlossparks, 18. Jahrhundert; das eigentliche Schloss Anfang des 19. Jahrhunderts abgebrochen und durch ein Nachfolgegebäude ersetzt | Grande Rue (Lage) | PA00106776    | Inscrit      | 1980  |      |